# اس‌اس فراستا
اس‌اس فراستا (به انگلیسی: SS Frosta) یک کشتی است که طول آن 202 m (664 ft) می‌باشد.